# Ragnarr Loðbrók
Ragnarr Loðbrók Sigurðsson (lett. "Ragnarr Brache villose" o "Ragnarr dai pantaloni irsuti", in inglese Ragnar Lodbrok o Lothbrok; Scandinavia, dopo il 766 – Northumbria, 865) fu un re semi-leggendario che si suppone abbia regnato su Svezia e Danimarca nella seconda metà del IX secolo; tuttavia, non vi sono fonti documentali certe che ne attestino l'esistenza. È il padre del leggendario Hastein e di Ívarr Ragnarsson, Hálfdan, Ubbe e Bjǫrn.
L'epiteto Loðbrók ha origine dalle particolari vesti protettive che, secondo la leggenda, indossò per proteggersi dal drago serpentiforme che imprigionava Þóra Borgarhjǫrtr.

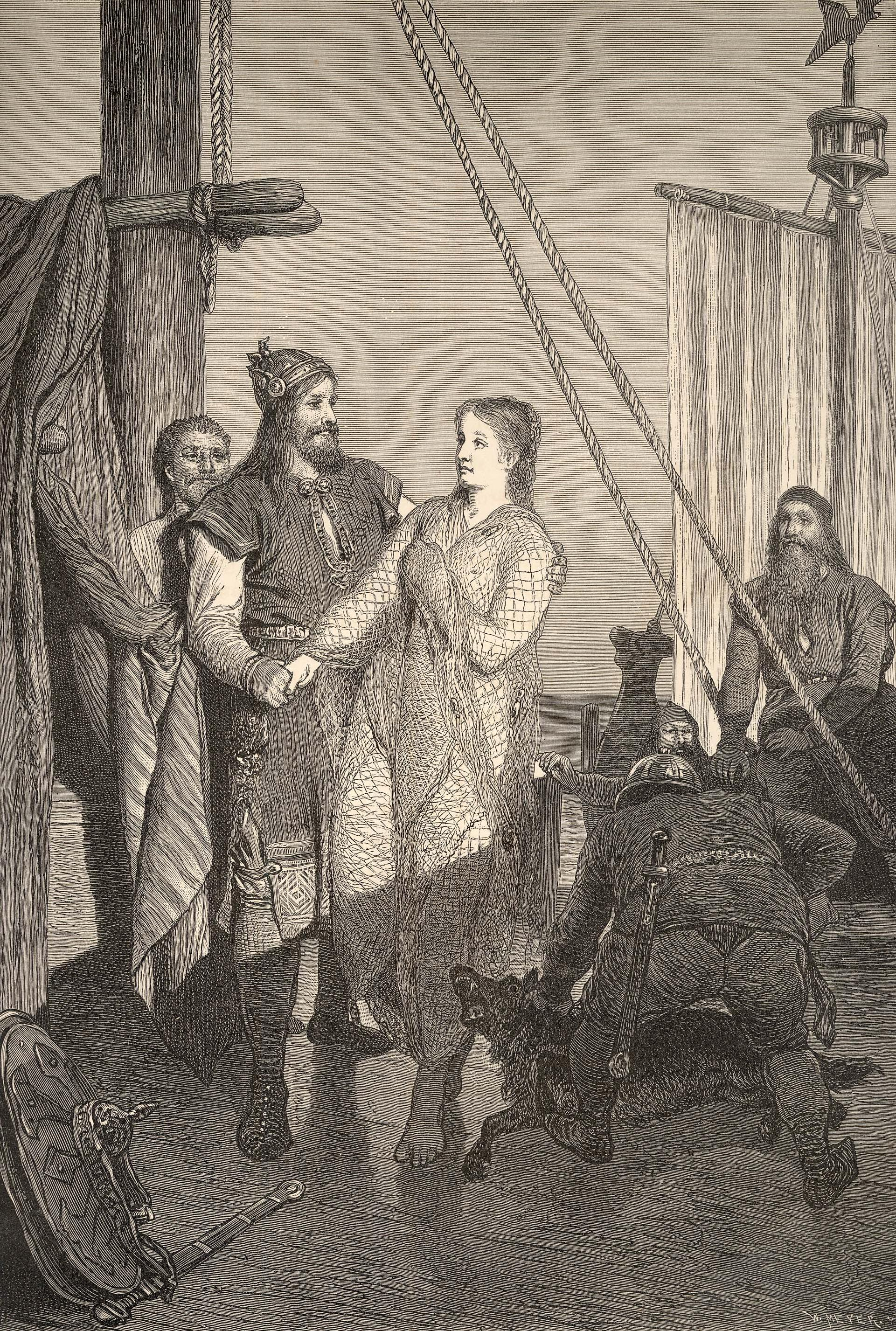
Ragnarr incontra Kráka (figlia di Sigurðr Fáfnisbani), illustrazione di August Malmström.

## Ricostruzione storica
Nel Gesta Danorum, Saxo Grammaticus cerca di ricostruire la vita di Ragnarr, per il quale pare attingere, riassumere, tentare di conciliare e consolidare molte leggende ed eventi di cronaca confusi ed incompatibili fra loro (talvolta perché i singoli avvenimenti, pur avendo un riscontro storico, sono troppo distanti fra loro nel tempo per essere stati compiuti dalla stessa persona). Dunque molte delle gesta attribuite a Ragnarr potrebbero invece derivare da più figure storiche. 
Questi candidati al "Ragnarr storico" includono:
- Un omonimo Ragnar Lodbrok (noto anche come Reginherus), jarl alla corte di Horik I, che assediò Parigi nell'845;
- Un re di parte della Danimarca che si scontrò con re Harald Klak nella prima metà del IX secolo;
- Un ipotetico Reghnall citato negli Annali irlandesi;
- Un certo Lothbrocus, padre dei capi della Grande Armata Danese che invase l'Inghilterra nell'865.

È altresì ipotizzabile una fusione delle gesta di tali figure, assieme a ulteriori elementi fantastici e avvenimenti storici, ma a opera di altri condottieri riconducibili alla Grande Armata Danese.. A capo di quest'ultima coalizione di guerrieri norreni veniva inizialmente posto Ragnarr e le campagne predatorie e militari furono piuttosto intense a metà del IX secolo, spaziando da semplici razzie all'occupazione stabile del territorio, interessando in particolar modo l'Inghilterra, ma anche la Scozia, Francia, Italia e Mediterraneo. In seguito molte altre scorrerie vichinghe furono attribuite ai figli di Ragnarr, creando confusione sulle date, o sul numero stesso dei figli, o sul grado di parentela effettivo. Tra la fine dell'VIII secolo e la seconda metà del IX secolo fin troppi razziatori e conquistatori vichinghi venivano identificati con "Ragnarr" o con i "figli di Ragnarr".

## La leggenda di Ragnarr
La leggenda di Ragnarr Loðbrók ci è pervenuta principalmente attraverso tre fonti: Ragnarssaga loðbrókar (Saga di Ragnarr Loðbrók), Ragnarssona þáttr (Racconto dei figli di Ragnarr), scritte in lingua norrena, e il libro nono del Gesta Danorum di Saxo Grammaticus, in latino.

### Saghe islandesi
Secondo la saga di Ragnarr Loðbrók, e molte altre fonti islandesi, Ragnar era figlio del re svedese Sigurðr Hringr. Quasi tutte le saghe concordano sul fatto che il re danese Randver fosse il padre di Sigurðr, con la saga di Hervarar che citava sua moglie Åsa, figlia del re Harald della Norvegia. Secondo la storia, Randver era figlio di Aud (che la saga di Hervör chiama Alfhild), a sua volta figlia del leggendario re scandinavo Ivar Vidfamne. Dopo la morte del re Ivar Vidfamne, Harald, conquistò tutto il territorio di suo nonno e divenne noto come Harald Hildetand. Il nipote di Harald, Sigurðr Hringr divenne il re principale della Svezia dopo la morte di Randver. Sigurðr e Harald combatterono la battaglia del Brávellir nelle pianure dell'Östergötland, dove morirono Harald e molti dei suoi uomini. Sigurðr governò quindi Svezia e Danimarca (a volte identificato come un re danese Sigfred, che governò da circa il 770 fino alla sua morte prima dell'804). Ebbe un figlio con la principessa norvegese Alfhild del semi-mitico popolo Álfar, Ragnarr Loðbrók, che gli successe. Eysteinn Beli, che secondo la saga di Hervarar era il figlio di Harald Hildetand, governò la Svezia qualche tempo dopo Sigurðr, fino a quando non fu ucciso dai figli di Ragnarr e Aslaug.

### Ragnarssaga loðbrókar
Ragnar, figlio di re Sigurðr "Hringr" (cioè "armilla"), successe al padre sul trono di Danimarca e Svezia in giovane età.
Herrauðr, jarl di Gotland, ha una figlia chiamata Þóra "borgarhjörtr", cioè "cervo della cittadella", alla quale aveva donato un serpentello. Il serpente, cresciuto, era divenuto un enorme Lindworm (drago nordico) e Herruðr aveva promesso un grande tesoro e la figlia in sposa a chi avesse ucciso il rettile. Ragnarr, informato del fatto, si fece preparare un mantello e un paio di brache di cuoio rinforzate, che gli permettessero di resistere ai morsi e al veleno del rettile: per questo si guadagnò il soprannome di Loðbrók ("brache di cuoio"). Di buon mattino si recò al palazzo dello jarl, che il serpente avvolgeva con le sue immense spire: egli affrontò la bestia e la uccise, poi si allontanò senza che nessuno lo vedesse, fatta eccezione per Þóra. Questa, invaghitasi subito dell'eroe, chiese al padre di radunare l'assemblea per trovare chi avesse compiuto l'impresa: era infatti rimasta conficcata nel corpo del serpente la punta della lancia del giovane guerriero e si poteva verificare con facilità chi fosse in possesso dell'arma spezzata corrispondente. Ragnarr venne riconosciuto come uccisore del serpente e Þóra gli fu concessa in sposa.
Da Þóra Ragnarr ebbe due figli: Eirekr "väderhatt", cioè "cappello di vento", e Agnarr. Dopo qualche tempo Þóra morì a causa di una malattia.
Abbattuto dalla morte dell'amatissima moglie, Ragnarr tentò di distrarsi con nuove spedizioni vichinghe. Fermatosi per una sosta in Norvegia, inviò alcuni uomini a procurarsi il pane ed essi fecero ritorno decantando le lodi di una donna da loro incontrata, a loro dire la più bella mai veduta. Ragnarr, desideroso di conoscerla, inviò alcuni messaggeri che le chiedessero di presentarsi a lui:
«non vestita, né nuda; non sazia, né digiuna; e anche che non sia sola, ma neanche accompagnata da alcun uomo».
La donna, chiamata Áslaug ma soprannominata Kráka, accolse la sfida e si presentò al sovrano danese vestita di una rete, mentre mangiava un porro e accompagnata da un cane. Ragnarr, compiaciuto dalla scaltrezza della fanciulla e veduto che davvero non poteva esistere donna più bella, decise di prenderla in moglie. Kráka chiese a Ragnarr di non consumare il matrimonio nelle prime tre notti di nozze, dicendo che altrimenti dalla loro unione sarebbe nato un figlio deforme. Ragnarr non prestò ascolto a tale profezia e giacque con la sposa. Kráka generò così Ívarr inn beinlausi, cioè "senz'ossa", nato appunto privo delle ossa nelle gambe. Ívarr si dimostrò fin da ragazzo assai saggio e astuto, tanto che in futuro si guadagnerà il titolo di bersekr. A Ívarr seguono altri figli: Björn járnsíða, cioè "fianchi di ferro", Hvítserkr, Ubbe e Rögnvaldr.
Passarono molti anni e i figli di Ragnarr diventarono guerrieri valorosi e famosi vichinghi, come loro padre. Ragnarr frattanto s'innamorò di Ingibjörg, figlia di re Eysteinn di Svezia, e decise di sposarla e di ripudiare Kráka. Kráka ricevette la notizia da tre uccelli e, quando Ragnarr fece ritorno dal suo viaggio presso Eysteinn, lo pregò di non lasciarla. In questa occasione rivelò al marito, che la credeva figlia di contadini, i suoi veri natali: i suoi genitori erano Sigurðr Fáfnisbani, cioè "uccisore del drago Fáfnir", e Brynhildr e il suo vero nome era Áslaug. A prova del fatto – profetizzò Áslaug – le nascerà un figlio che porta il segno del serpente nell'occhio: nacque così Sigurðr ormr í auga”, cioè "serpente nell'occhio", che ha in fondo all'occhio una sagoma guizzante simile a un serpente.
Eysteinn, oltraggiato dall'improvviso ripensamento di Ragnarr, che ora rifiutava di sposare sua figlia, spezzò l'alleanza con il re danese. Agnarr e Eirekr, figli di Þóra, decisero per questo di attaccare Eysteinn, nonostante il padre avesse loro vietato di farlo. Entrambi vennero uccisi dal re svedese. La vendetta dei fratelli non tardò ad arrivare: Ívarr, Ubbe, Björn, Hvítserkr e Sigurðr, sostenuti dalla stessa Áslaug (che assunse da allora il nome Randalín), invasero il regno di Eysteinn e uccisero il sovrano.
Ragnarr, venuto a conoscenza dell'impresa dei figli, si adirò molto, poiché avevano agito senza la sua approvazione, mentre egli era occupato in altre spedizioni, e non lo avevano aspettato per compiere la vendetta. Constatato inoltre che le loro imprese rischiavano di oscurare la sua fama, il vecchio eroe decise di conquistare l'Inghilterra, e partì con due sole navi, peraltro inadatte all'impresa. Inutilmente Randalín lo pregò di desistere: non potendo impedire la partenza del marito, ella gli fece dono di una tunica magica, impenetrabile alle armi. Ragnarr salpò così per il suo ultimo viaggio. Fatto naufragio, l'eroe raggiunse con alcuni uomini la costa inglese, ma dopo una rapida e sanguinosa battaglia, venne catturato da re Ella, ignaro della sua identità. Vedendo nello sconosciuto invasore un pericolo, Ella diede l'ordine di gettarlo in un pozzo pieno di serpenti. La veste magica di Randalín tuttavia protesse Ragnarr dai morsi dei rettili, così Ella fu costretto a farlo spogliare. Ragnarr, prima di morire, pronunciò la frase:
«Strepiterebbero i porcellini se sapessero quello che il verro patisce».
Re Ella comprese troppo tardi che il prigioniero era Ragnarr Loðbrók e, terrorizzato dalla vendetta dei suoi figli, ordinò di trarlo dal pozzo, ma Ragnarr era già morto.

### Gesta Danorumdi Saxo Grammaticus
Ragnarr, figlio di Sigurðr Hringr, assistette, ancora bambino, alle lotte di potere tra il padre e il cugino, e, alla morte del genitore, divenne re di Danimarca. Ricevuta la notizia della morte del nonno, re di Norvegia, ucciso dal re svedese Frø, intervenne grazie al sostegno di un esercito di donne-guerriere, che gli garantirono la vittoria. Il ragazzo s'innamorò di una di queste, Lagertha. La fanciulla finse di concedere al giovane eroe un appuntamento amoroso, ma, sul luogo dell'incontro, fece trovare al pretendente due bestie inferocite, un orso e un cane. Regnerus (Ragnarr) affrontò e uccise le due fiere senza esitazione e Lagertha, impressionata, accettò di sposarlo. Dal matrimonio nacquero due gemelle, di cui non ci è stato trasmesso il nome, e un figlio, Fridlevus (Friðleifr). Dopo tre anni di pace Ragnarr ritornò in Danimarca, dove sedò una rivolta che mirava a togliergli il trono.
Il re svedese Herothus aveva una figlia chiamata Thora, alla quale aveva donato due serpentelli. I serpenti, cresciuti, erano divenuti enormi Lindworm (drago nordico) e Herothus aveva promesso la figlia in sposa a chi avesse ucciso i rettili. Ragnarr, intenzionato a ripudiare Lagertha, si recò in Svezia e uccise i due draghi, vestendo un paio pantaloni villosi che lo proteggevano dai morsi dei rettili. Il giovane eroe conquistò in questo modo la mano di Thora e, a causa del suo bizzarro abbigliamento, si guadagnò l'epiteto "Lothbrog", cioè "brache di pelo".
Da Thora Regnerus ebbe due figli: Rathbarth (Rathbarthus) e Dunvat. Altri figli furono Sigurd, Bjorn, Agnerus e Ivarr, avuti forse dalla terza moglie, Suanlogha. Da Suanlogha nacquero anche Regnaldus, Ericus "ventosus pilleus" e Withserc.
Nel sedare una nuova rivolta, che aveva posto sul suo trono un tale Haraldus, Ragnarr fu sostenuto dalla ex-moglie Lagertha. Quest'ultima, fatto ritorno nel proprio regno, uccise il suo secondo marito per regnare da sola. Durante la battaglia Sywardus venne gravemente ferito e, trasportato in una cittadina vicina, fu affidato alle cure dei medici. Quando si incominciava a disperare riguardo alla sua salute, il dio Othinus (Odino) apparve sotto le spoglie di un viandante e guarì le ferite del giovane, quindi sparse negli occhi di Sywardus una polvere che produceva nelle sue pupille delle forme simili a serpenti: per questo egli venne soprannominato Sywardus "occhio di serpe".
Abbattuto dalla morte di Thora, stroncata da una malattia, Regnerus tentò di distrarsi con nuove spedizioni vichinghe. Intraprese dunque una campagna in Inghilterra, durante la quale uccise il re del paese, Hama, padre del giovane Hella. In seguito a una nuova rivolta di Haraldus, inseguì il ribelle fino in Sassonia, dove affrontò addirittura le schiere dell'imperatore Carlo Magno, uscendo vincitore anche da questo scontro.
Seguirono per Ragnarr anni di pace, durante i quali sedusse la figlia di Hesbern, un uomo di umili origini (cosa assai sconveniente per la mentalità dell'epoca), la quale gli generò un figlio, Ubbe.
Ragnarr intraprese numerose altre spedizioni e, dopo una serie di gloriose vittorie, subì una disonorevole sconfitta dalle tribù dei Finni. Ubbo, nel frattempo divenuto un uomo, fu spinto dal nonno Hesbernus a dichiarare guerra al padre, verso il quale nutriva grande astio. Ragnarr ebbe la meglio, uccise nella battaglia Hesbernus e prese prigioniero il figlio ribelle. Dopo non molto padre e figlio si riconciliarono e Ubbo ottenne onore e stima.
Ragnarr, partito per nuovi viaggi, fu costretto a far ritorno in patria, dove Haraldus, convertitosi al cristianesimo per ottenere il favore dell'imperatore franco Ludovico il Pio, aveva preso nuovamente il potere. Ragnarr, sconfitto Haraldus, ristabilì il paganesimo.
In Irlanda il re Hella, che già più volte era entrato in conflitto con i danesi, passò a fil di spada quanti erano legati a Ragnarr. Quest'ultimo non tardò a radunare una flotta per vendicarsi, ma nello scontro ebbe la peggio e venne catturato da Hella, che lo gettò in carcere, dandolo in pasto alle vipere. Morendo Ragnarr pronuncia la frase:
«Se i porcellini conoscessero il supplizio del verro, senza dubbio irromperebbero dal recinto e si affretterebbero a liberarlo dalla pena».
Hella comprese che le parole erano riferite alla vendetta dei figli e, terrorizzato, ordinò di allontanare i serpenti, ma Ragnarr era già morto.

## Nella cultura di massa
- Sull'episodio della morte di Ragnarr è stato anche realizzato un film nel 1958 (I vichinghi) con protagonisti Ernest Borgnine nella parte di Ragnarr, Kirk Douglas e Tony Curtis in quella di due dei suoi figli.
- La serie televisiva Vikings, prodotta a partire dal 2013 dal canale History, si ispira in parte alla sua figura, in parte al conte Ragnar Lodbrok[5].
- Ragnarr è citato in Assassin's Creed: Valhalla in alcuni flashback. Il protagonista del gioco incontra i suoi figli Björn, Ívarr, Ubbe e Halfdan nel ruolo di alleati.